# 稲妻 (原神)
稲妻（いなずま、中国語: 稻妻、英語:Inazuma）は、miHoYoが開発したオープンワールド・アクションロールプレイングゲーム『原神』に登場する架空の国家。江戸時代の日本を舞台としている。

## 概要
原神ストーリー上ではモンド・璃月に次いで３番目に実装された国家。2021年7月21日 Ver2.0「鳴神不動、泡影を滅す」よりエリアが解放され、Ver 2.0では鳴神島・神無塚・ヤシオリ島、Ver2.1では海祇島・セイライ島、Ver2.2では鶴見、Ver2.4では淵下宮がが追加された。テイワット大陸南東沖の群島からなる海洋国家であり、他国との往来には船を要する。
「永遠」と「雷」を司る雷神「バアルゼブル」こと「雷電将軍」を代表とする「稲妻幕府」によって統治されている。

大まかな時代設計は江戸時代の日本をモチーフとするが、一部では古代ギリシャ建築が見られる。稲妻のデザイン設計においては新たな手法が用いられ、音楽に日本の伝統楽器を用いるなど多くのプレイヤー・批評家には肯定的に受け入れられているが、ギミック設計や謎解きパズルなどにおいて一部消極的な意見も見られる。

## 世界観

### デザイン

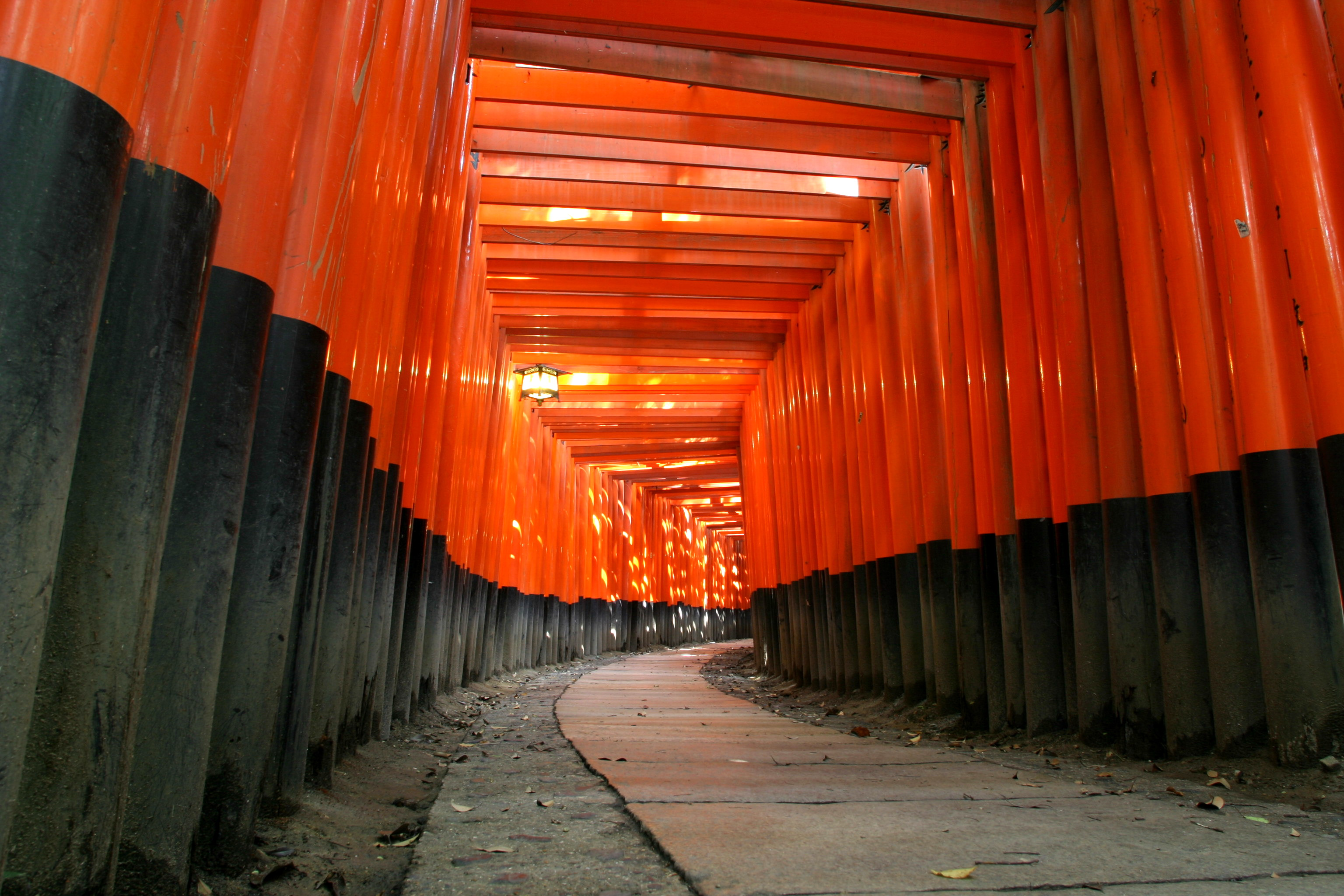
伏見稲荷神社の“千本鳥居”、ゲーム中に登場する『鳴神大社』の門前のモチーフとされている。

miHoYoは2021年7月10日に稲妻についての情報を公開した。テイワット大陸に存在する7か国のうち3番目に旅する国であり、モンドや璃月のような大陸国家でなく、6つの島からなる海洋国家であること、大地や環境が雷のエネルギーを強く受けていることを紹介した。開発チームは取材に対し、デザイン設計において「探索や地形、植生に雷の要素を加えた」点、「６つの島それぞれにテーマを持たせ、限られたスペースでのゲームデザインをどのように加えるか」という2点に主眼が置かれた、と答えている。
また、ゲームデータが多く、特にモバイル端末でのプレイにてゲームがクラッシュしやすい状況に陥りやすく、この改善においても多くのリソースを費やし、『たたら砂』エリアの浮島構造の改善にもリソースが費やされ、モバイル端末を含めた全端末でプレイができるように改良された。
バージョンアップ前の公式番組では、「雷神（バアル）による永遠の追求」が稲妻でのテーマとされており、開発チームはこのテーマを表現するために稲妻の歴史、人間性、地理を利用していると言及した。 例えば、各島のデザインには、バアルによる「永遠」の探求、バアルや海祇神への依存、人間と神々の概念的な対立を示すコンテンツが含まれるという。

これまでのフィードバックから、メインストーリーなど特定のギミックの攻略には特定元素の利用を不必要としたほか、雷元素を必要とするギミックでは、それを解決するための手段として、「雷の種」により、キャラクターに一時的に雷元素を付与する機構が用意された。また、ワープ機能である「位相の門」や、「雷極」などのギミックも用意された。また、フィールドに設置されたパズルギミックについても意図的に難易度を設定し、マルチプレイでの解決を想定した難易度にされた。また、サイドミッション（世界任務など）では「神櫻大祓」に代表されるような複雑なストーリー展開が用意された。
一方で開発中のプログラミングエラーも多く、バージョン前日まで残業を行い、デバックが行われたという。

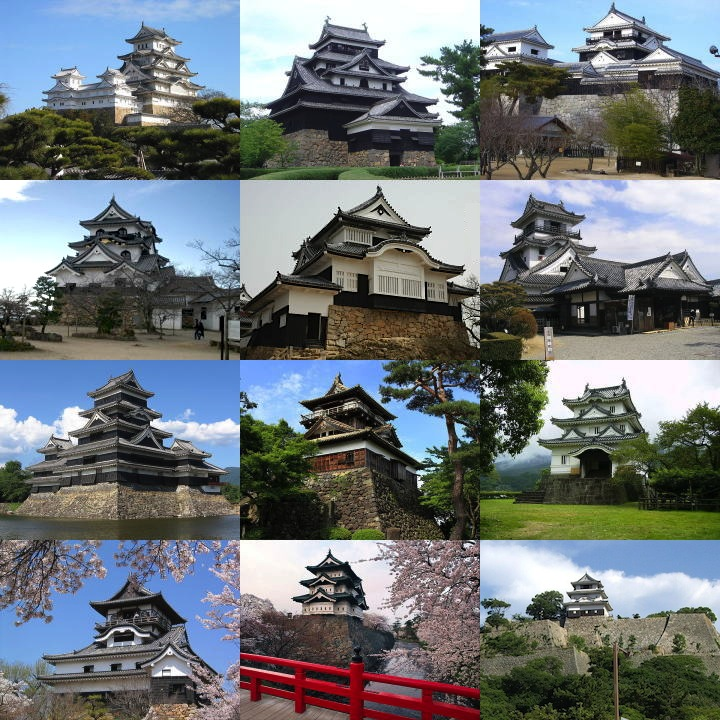
稲妻上の天守閣は日本国内に残存するものがモチーフになったという。

稲妻の世界観は江戸時代の日本に代表される、幕府・征夷大将軍、武士や忍者といった独自の文化を参考にしたという。また、宗教施設として「神社」が置かれ、伏見稲荷神社からインスパイアを受けたという、稲妻最大の神社「鳴神大社」は、参道に多数の鳥居が並ぶ。また、御神木「神櫻」には、神籬（ひもろぎ）や神木信仰をデザインに織り込んだという。また、稲妻城の天守閣も現実世界の天守閣をモチーフにしている。
また、稲妻幕府の政治方針もモチーフとなった江戸幕府に倣い、「鎖国令」に始まる政策などが採用されているほか、化け狸や狐のような日本の伝承も織り込まれている。また、風土についても、デザイナー「Cissie」によれば、千葉県の屏風ヶ浦の地層を参考にしたという。
その一方で、稲妻幕府に抵抗する海祇島は、沖縄・琉球王朝をイメージとし、独特の文化が残る離島「鶴観」は、アイヌ文化をイメージにしたという。
また、原神シリーズで初めてテイワット大陸と別マップで構成された「淵下宮」（えんかのみや）、は海祇島の地下に存在し、ギリシャ建築を参考した建築物からなるエリアである。デザイナーによれば「孤独な探索」をテーマとし、「海の深淵の神秘的な感覚」と「古代文明の遺跡の荒涼とした感覚」を演出したという。また、「大日神輿」というギミックで「淵下宮」での昼夜を変更できる機構により、プレイヤーは自ら昼夜を操作し、ギミックを攻略していくことができる。

### 音楽
稲妻のテーマソングには、東京フィルハーモニー交響楽団によるオーケストラに、筝：渡邊香澄、尺八：寄田真見乃、三味線：小山豊、和太鼓：鼓童を迎えた編成で演奏されている。音楽は伝統音楽とオーケストラ音楽の融合であり、日本の伝統的な調律に基づいて書かれ、筝、尺八、三味線、太鼓などの日本の楽器が使用されている。
また、支配者である将軍雷電のテーマ曲は 日本の伝統曲「さくらさくら」へのオマージュである、とされる。 音楽はソニー・ミュージックパブリッシングによるマネジメントで、miHoYoの陳致逸による作曲が行われた。陳によれば、稲妻全体での作曲難易度が高く、小節単位での調整や一部の楽器演奏を省略するなどの工夫が行われた。作曲期間中、新型コロナウイルス感染症の世界的流行により、来日での制作ができなくなったため、完全リモートでの作業が行われた。制作期間は１か月半、準備を含めて４か月かかった。

## 設定

### 地理
稲妻は先述の通り、テイワット大陸で唯一の海洋国家であり、璃月の南東沖に浮かぶ６つの群島（鳴神島;なるかみじま、神無塚;かんなづか、ヤシオリ島、海祇島;わたつみじま、セイライ島、鶴観;つるみ）からなる。大地は雷元素の影響を受け、雷元素の力を宿した「鳴草」に代表される植生や、雷櫻の花びらが集まった「緋櫻毬」などの特産品にもみられる。
稲妻の中心は群島の中で最も北東に位置する鳴神島（なるかみしま）。鳴神島の南部には中心都市となる「稲妻城」が位置する。対する北部の「影向山（ようこうさん）」の山頂には最大の神社である「鳴神大社（なるかみおおやしろ）」が構えている。御神木「神櫻」は稲妻のシンボルであり、その根は稲妻じゅうに張り巡らされ、「雷の種」を生み出す「雷櫻」として地表に現れる。
ヤシオリ島は群島の中央に位置し、バアルと対峙した海祇大神(わたつみおおみかみ）・"オロバシノミコト"と呼ばれる大蛇がバアルの一太刀（無想の一太刀）により葬られたところである。無想の一太刀はヤシオリ島を真っ二つに切り開いたといい、「無想刃狹間」（むそうじんはざま）という、常に雷元素に暴露された海峡を形成しているほか、大蛇の遺骨が転がっている。
死後、オロバシノミコトは祟り神とされ、その残骸は「神無塚」の「たたら浜」という場所に封印され。幕府はその地に「御影炉心」と呼ばれる精錬所を設立した。また、神無塚周辺は、幕府軍と海祇軍による戦争の最前線となっている。
鶴観（つるみ）は群島の南西にある万年、霧に覆われた島であり、謎の伝承が残っている。セイライ島は群島の南東にあり、万年、雷雨で覆われた島であり、それぞれ無人島となっている。
海祇島（わたつみしま）は竜宮城のようなデザインであり、「現人神」を崇拝し、稲妻幕府と対峙している。島の内部は瀑布となっており、その中心の崖に「珊瑚宮」と呼ばれる宮殿がある。ここは「淵下宮」とよばれる海祇島の先祖が住んでいたとされる地下王国があり、太陽光に乏しく、特殊な植生となっている。

### 政治
「御建鳴神主尊大御所様」（みたけなるかみぬしのみこと おおごしょさま）とも呼ばれる「雷電将軍」を筆頭とする稲妻幕府が統治している。
幕府には三奉行（天領奉行、勘定奉行、社奉行）による政治機構が存在し、天領奉行は治安維持、反乱軍との戦闘を、勘定奉行が出納と貿易・入出国管理を、社奉行が神事・慶事・文化などの監督を実施した。それぞれ、九条家・柊家・神里家が歴代の奉行を務めてきた。

### 歷史

#### 鳴神島
魔人戦争に勝利した姉の雷電眞（らいでん・まこと）/バアルおよび、妹の雷電影（らいでんえい）/バアルゼブルは稲妻幕府を設立し、統治は眞が行い、戦好きの影が影武者として、共同統治がバレないように統治していた。500年前の戦乱（カーンルイアの戦い）にて、バアルおよび、その仲間が倒れたため、バアルゼブルは姉の魔神名「バアル」を用いて統治した。
稲妻の地が永遠の存在であり続けることを望むバアルゼブルは、他地域と交流することを禁止する「鎖国令」を発し、国内の秩序を安定させるために、人間に元素の力を与えることができる「神の目」を集める「目狩り令」を命じた。 彼女自身は、時の経過による「摩耗」を抑えるため、内なる世界「一心浄土」で常に修行し、日常的なことは彼女と同じ姿をした人形「雷電将軍」に一任した。 
バアルゼブルの善き理解者である、鳴神大社の宮司・八重神子も理解に苦しみ、主人公とともに説得して「目狩り令」を廃止させ、「雷電将軍」の設定を改変しようとした。「雷電将軍」の設計には「初心」を貫く修正機構があった。バアルゼブルは自らの意志を「一心浄土」にて「雷電将軍」と数百年にわたる戦いを経て証明させ、勝利した。
その過程にてバアルの残骸にも認識され、「神櫻の種」を受け取ったバアルゼブルは、「過去」に種を植えるとともに「鎖国令」を解除した。

#### 鶴観・淵下宮　海祇島
鶴観および淵下宮には現代の文明ができる前に滅びた文明があった。
　鶴観では「雷鳥」を崇拝し、雷鳥が起こした霧が島を守るという文明があった。ある日ある少年が雷鳥と会い、再び会うときに歌を歌う約束をした。しかし、神官である少年の父親が、その話を曲解し、彼をいけにえに捧げてしまう。これに激怒した雷鳥は文明を破壊し、島民の魂を鶴観に封じ込めた。雷電将軍が雷鳥を討伐するが、その怒りは「雷音権現」として、セイライ島の魔物となった。
　元々地表にあった淵下宮は、数千年前の大災害で奈落の底に落ちた。モラクスにもバアルにも勝てなかった、蛇神ウロボロス（のちに、オロバシノミコトと混同される）がこの地に現れ、彼の指導の下、人々は「白夜国」と呼ばれる文明を築き、淵下宮全体を照らす人工太陽「大日神輿」を造った。 その後、ウロボロスは偶然にも「天理」の秘密を知り、天理に滅ぼされんとする民を守るため、自らの体をもって「海祇島」を作り、最後には自らの死をもって天理の疑惑を払拭し、民は稲妻の民となった。